# Diocèse de Trèves
Ne doit pas être confondu avec Électorat de Trèves.
Le diocèse de Trèves (en latin : dioecesis Trevirensis ; en allemand : Bistum Trier) est une Église particulière de l'Église catholique dans le land de Rhénanie-Palatinat, en Allemagne. Trêves est la plus ancienne ville d'Allemagne et un diocèse également très ancien élevé au rang d'archidiocèse au VIIIe siècle. L'archevêque est l'un des sept (puis huit) prince-électeurs de l'Empire. 
Devenu français en 1796, il redevient diocèse par le Concordat de 1801, lors de la réorganisation des structures ecclésiastiques françaises par Napoléon Ier et le pape Pie VII. Il est alors suffragant de l'archidiocèse de Malines. 
Le congrès de Vienne donne Trêves à la Prusse. Le diocèse devient alors et jusqu'à aujourd'hui diocèse suffragants de l'archidiocèse de Cologne.
Son église cathédrale est la cathédrale Saint-Pierre de Trèves.

## Territoire

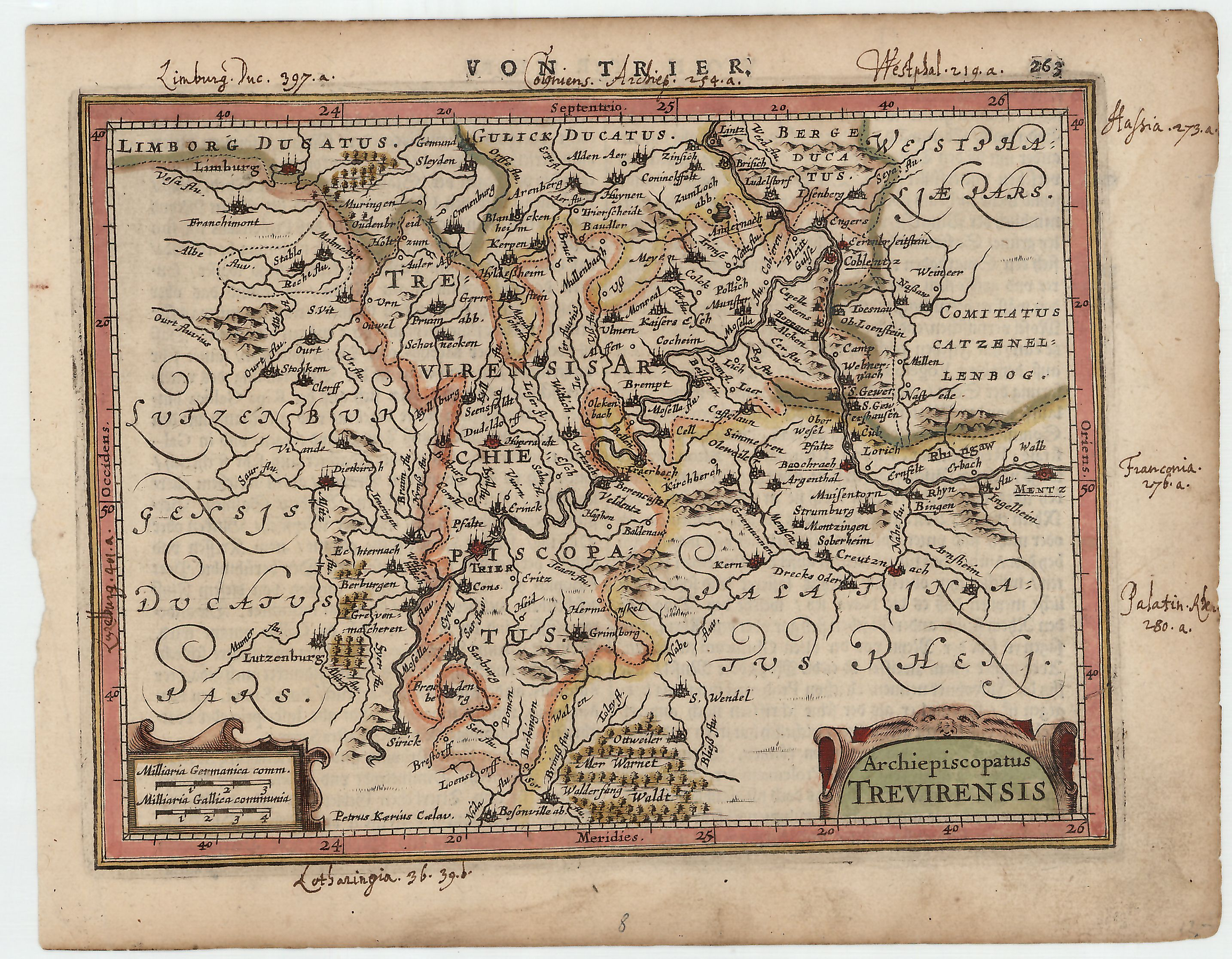
Territoire de la Dicèse de Trèves en 1651

Le diocèse de Trèves confine : au nord, avec le diocèse d'Aix-la-Chapelle et l'archidiocèse de Cologne ; au nord-est, avec l'archidiocèse de Paderborn ; à l'est, avec le diocèse de Limburg, celui de Mayence et celui de Spire ; au sud, avec le diocèse de Metz ; à l'ouest, avec l'archidiocèse de Luxembourg ; et, au nord-ouest, avec le diocèse de Liège.
Il couvre les anciens districts de Trèves et de Coblence.
Il couvre les quatre cercles ou arrondissements de Merzig-Wadern, Neunkirchen, Sarrelouis et Saint-Wendel.
Le cercle ou arrondissement sarrois de Sarre-Palatinat relève du diocèse de Spire.

## Histoire
Le diocèse de Trèves est érigé dans l'Antiquité. Cette ville, ancienne colonie romaine, fondée en l'an 16 av. J.-C. sous le nom d'Augusta Treverorum, était le siège d'une garnison romaine très importante dans la défense de la frontière impériale. 
Grande métropole marchande à partir du IIe siècle, elle devient l'une des capitales de la Tétrarchie à la fin du IIIe siècle et siège d'un atelier monétaire impérial à partir de 294. Trèves est alors qualifiée de « seconde Rome » ou Roma Secunda, capitale des Gaules à partir de 297 au détriment de la ville de Lugdunum (actuelle ville de Lyon). 
Les évêques fondateurs de l'évêché de Trèves sont au IIIe siècle Euchaire, Valère et Materne qui sera élu en 313 premier évêque de Cologne. Au VIIIe siècle, le diocèse est élevé au rang d'archidiocèse dont dépendent les évêchés de Metz, Toul et Verdun. 
Par la bulle Relata semper du 21 juillet 1777, le pape Pie VI érige le diocèse de Saint-Dié ; puis, la bulle Ad universam agri du 19 novembre 1777, celui de Nancy. Tous deux sont suffragants de l'archidiocèse de Trèves.
À la suite du concordat de 1801, par la bulle Qui Christi Domini du 29 novembre 1801, il redevient un simple diocèse, suffragant de Malines. Son territoire correspond alors au département de la Sarre.
Par le recès d'Empire du 25 février 1803, les possessions de l'archevêque de Trèves situées sur la rive gauche du Rhin sont sécularisées.
Napoléon Ier abdique le 11 avril 1814 et, par le traité de Paris du 30 mai 1814, la France ne conserve que les paroisses du diocèse de Trèves situées dans les cantons de Sarrebruck et d'Arneval et dans la partie méridionale du canton de Lebach. Par une ordonnance du 18 août 1814, le roi de France, Louis XVIII, les incorpore dans le département de la Moselle. Elles relèvent ainsi, en vertu du concordat de 1801, du diocèse de Metz.
Par la bulle De salute animarum du 16 juillet 1821, le diocèse devient suffragant de l'archidiocèse de Cologne.
Par la bulle Provida solersque du 16 août 1821, son territoire est réduit pour l'érection du diocèse de Limburg.

## Abus sexuels
En 2012 et 2013, quatre prêtres du diocèse de Trèves sont sanctionnés par l'évêque, Stephan Ackermann pour abus sexuels. Juridiquement, les faits étaient prescrits.

## Cathédrale et basiliques mineures
La cathédrale Saint-Pierre de Trèves est l'église cathédrale du diocèse.
Celui-ci compte huit basiliques mineures :
- la basilique Saint-Jean de Sarrebruck, dédiée à saint Jean le Baptiste[8] ;
- la basilique Saint-Castor de Coblence, dédiée à saint Castor de Karden[9] ;
- la basilique Saint-Matthias de Trèves, dédiée à l'apôtre saint Matthias[10] ;
- la basilique Notre-Dame-de-l'Assomption de Maria Laach, à Andernach[11].